# إبتولية
إبِتُولِيَّة (الاسم العلمي: Epitola pulverulenta)، جنس حشرات فراشية من حرشفيات الأجنحة وفصيلة النحاسية. أنواع هذه الجنس تستوطن الإقليم المداري الإفريقي. وصفت من قبل جون ويستوود في عام 1851.

## الأنواع
- Epitola posthumus (Fabricius, 1793)
- Epitola urania Kirby, 1887
- Epitola uranoides Libert, 1999
- Epitola concepcion Suffert, 1904

## أنواع غير معروفة الحالة
- Epitola lamborni Bethune-Baker, 1922 (اسم مبهم)
- Epitola pulverulentula Dufrane, 1953 (spelled as Epitola pulverulenta in Ackery, et al., 1995) (nomen dubium)
- Epitola ernesti Karsch, 1895 (nomen dubium)

## روابط خارجية
- Royal Museum of Central Africa Images
- Die Gross-Schmetterlinge der Erde 13: Die Afrikanischen Tagfalter. Plate XIII 65 a ernesti, concepcion